# Sten Nilsson Bielke
Sten Nilsson Bielke den yngre, född 8 augusti 1624 på Åbo slott, död 8 september 1684 i Stockholm, var en svensk friherre, amiral och riksskattmästare. 

## Biografi
Föräldrar var presidenten i Åbo hovrätt samt landshövdingen över Finland friherre Nils Bielke och friherrinnan Ingeborg Oxenstierna af Eka och Lindö. 
Bielke tjänstgjorde till en början inom flottan och befordrades 1657 till amiral. Han utnämndes till riksråd 1657 och användes i flera beskickningar, bland annat som sändebud vid fredsunderhandlingarna i Roskilde 1658 och Köpenhamn 1660, och vid förnyandet av förbundet mellan Sverige och Frankrike 1672. Under förmyndarreregeringen utsågs han till president i reduktionskollegium 1663–1668. Han utnämndes 1672 till riksskattmästare, 1673 till  lagman i Söderfinne lagsaga och slutligen 1680 till president i bergskollegium och statskontoret.
Bielke stod i gunst hos Karl XI, inte bara för sina egenskaper som ämbetsman, utan även för sina politiska vyer, som på det närmaste överensstämde med kungens, särskilt i bådas motvilja för Frankrike. Efter sin systerson Clas Tott ägde Bielke godset Ekolsund. Godset indrogs vid reduktionen och Bielke tvingades, för att kunna bibehålla det, sälja sin ytterst dyrbara boksamling, vilken införlivades med kungliga biblioteket.
Han dog »utmattad mindre af ålder än af arbete och bekymmer» den 8 september 1684.
Gift 1) 1655 med Brita Rosladin (1626–15 februari 1675), som var dotter till Fritz Petrovitj Rosladin och Christina Posse. I detta äktenskap blev han far till Ture Stensson Bielke. 
Brita Rosladin ansågs av sin samtid ha ett så stort inflytande över sin man att han, enligt italienaren Lorenzo Magalotti, inte lämnades mycket att säga till om ens i sitt eget hem. Hon ska ha styrt familjens ekonomi och ansågs ha ett mycket stort inflytande över politiken, och enligt samtiden anlitades hon flitigt och vanligen med framgång av supplikanter: Österrikes sändebud von Sternberg rapporterade bland annat att det enda man behövde göra för att utverka något av riksskattmästare Bielke var att muta hans hustru (1673) Det saknas konkreta beskrivningar av vad hon åstadkom och vilka hon hjälpte fram, men år 1674 agerade både hon och Maria Eufrosyne av Pfalz för en tjänst åt Catharina Wallenstedts make. Hon avled enligt danske sändebudet Kristoffer Lindelou av ett slaganfall under ett inbrott.  
Gift 2) 1676 med friherrinnan Märta Sparre (1648–1703), dotter till landshövdingen Svante Larsson Sparre